# Naissance en 1403
Naissance
- 1399
- 1400
- 1401
- 1402
- 1403
- 1404
- 1405
- 1406
- 1407

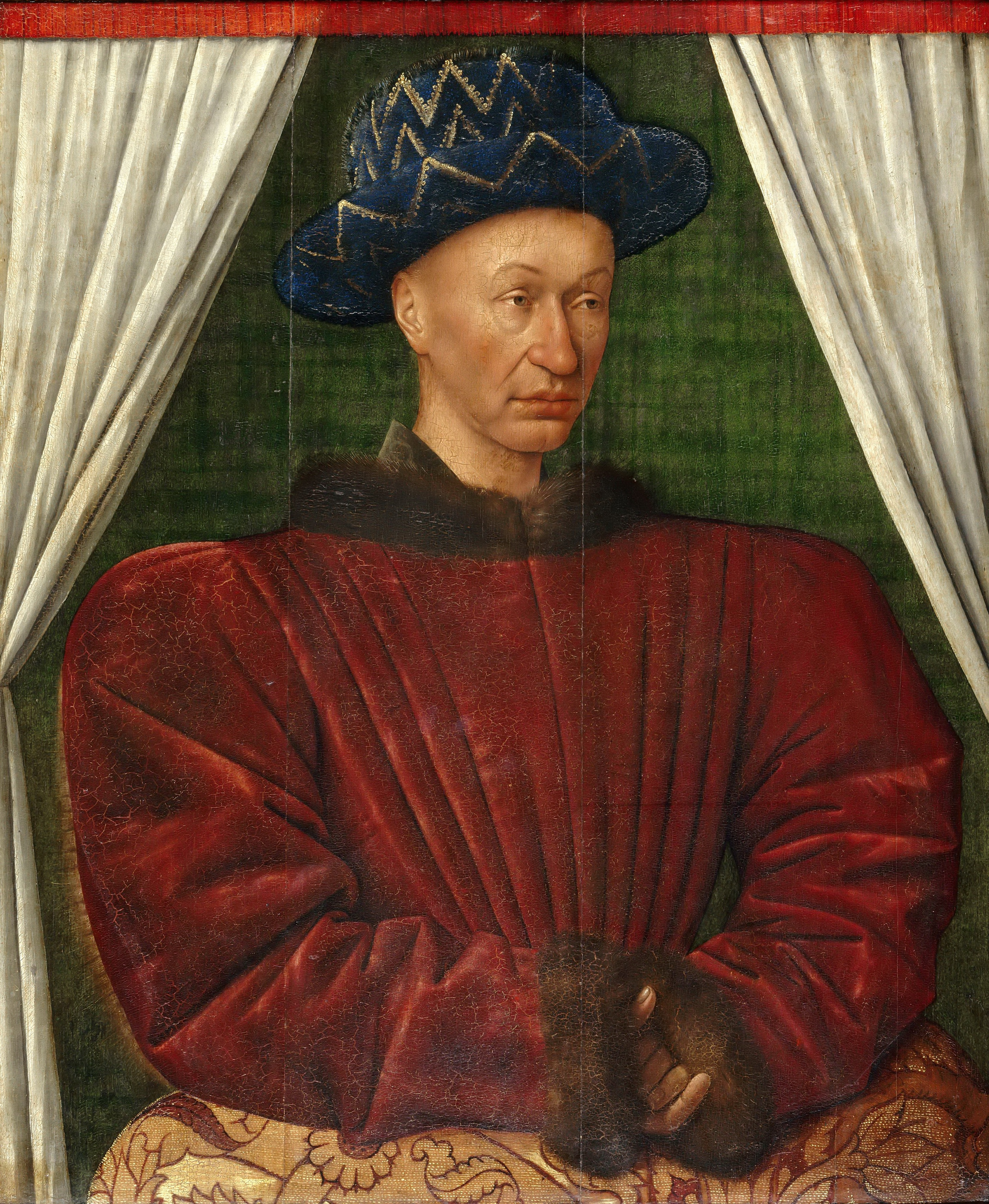
Charles VII, né en 1403.

Cette page dresse une liste de personnalités nées au cours de l'année 1403  :
- 2 janvier : Basilius Bessarion, ou Jean Bessarion, ou Basilius, patriarche latin de Constantinople et cardinal.
- février : Jean de Dunois, comte de Dunois, de Longueville, baron de Gex, seigneur de Parthenay, de Valbonais, et de Claix.
- 22 février : Charles VII, dit Charles le Victorieux ou encore Charles le Bien Servi, roi de France.
- entre  le 1er mai et le 29 septembre : Élisabeth de Brandebourg, princesse allemande de la maison des Hohenzollern, duchesse consort de  Brzeg-Legnica puis de Cieszyn et duchesse douairière de Brzeg et de Legnica.
- 2 août : Ratna Lingpa, tertön et maître du bouddhisme tibétain.
- 11 juin: Jean IV de Brabant,  duc de Brabant et de Limbourg.
- 1er septembre : Louis VIII de Bavière, duc de Bavière.
- 25 septembre : Louis III d'Anjou, roi titulaire de Naples, comte de Provence, duc d'Anjou et duc de Calabre.

- Filippo Calandrini, évêque de Bologne, camerlingue du Sacré Collège et cardinal italien.
- Jeanne Ire d'Albret, dame de Craon.
- Guigone de Salins, dame de charité, fondatrice des Hospices de Beaune.
- Onorata Rodiani, peintre et condottiere italienne.

- date incertaine (vers 1403) :
  - Olivier Basselin, poète populaire normand.
  - Ali Quchtchi (mort en 1474), mathématicien et astronome ottoman.
  - Jean IV de Trébizonde, ou Jean IV Grand Comnène,  empereur de Trébizonde.

## Crédit d'auteurs
- Cet article est partiellement ou en totalité issu de l'article intitulé « 1403 » (voir la liste des auteurs).